# Linus Birchler

Linus Birchler

Linus Birchler (* 24. April 1893 in Einsiedeln; † 2. Januar 1967 in Männedorf) war ein Schweizer Kunsthistoriker und Hochschullehrer.

## Leben
Linus Birchler entstammte dem alten Einsiedler Geschlecht Birchler. Er wuchs in Einsiedeln auf und besuchte dort das Gymnasium. Nach der Matura studierte er an der Universität Zürich zuerst Recht, dann Kunstgeschichte, Literatur und Musik. Er wurde 1924 bei Josef Zemp promoviert und entwickelte sich zum Fachmann für die Kunstgeschichte der Schweiz, insbesondere als Spezialist des Frühmittelalters und des Barocks. Von 1927 bis 1935 redigierte er in der Reihe Die Kunstdenkmäler der Schweiz die Bände über den Kanton Schwyz und den Kanton Zug.
Der Öffentlichkeit bekannt wurde er 1924 als Initiant der Wiederaufführung des Welttheaters auf dem Platz vor dem Kloster Einsiedeln.
Birchler wurde 1934 als ordentlicher Professor für Baugeschichte und Allgemeine Kunstgeschichte an die ETH Zürich berufen. Als wissenschaftlicher Leiter und Berater wirkte er bei der Restauration vieler Kunstdenkmäler mit, u. a. beim Kloster St. Johannes Baptista in Müstair, bei der Kirche St. Justus in Flums und der Pfarrkirche St. Johannes Baptista in Bernhardzell. Er wurde 1960 emeritiert.

## Weitere Tätigkeiten
- 1924: Gründungsmitglied der Schweizerischen St. Lukasgesellschaft SSL für Kunst und Kirche[4]
- 1937–1963: Vizepräsident, ab 1957 Präsident der Eidgenössischen Kommission für Denkmalpflege[5]
- 1951: Mitgründer und erster Präsident des Schweizerischen Instituts für Kunstwissenschaft

## Veröffentlichungen (Auswahl)
- Einsiedeln und sein Architekt Bruder Caspar Mosbrugger. Benno Filser Verlag, Augsburg 1924.
- Führer durch die Kunst des Stiftes Einsiedeln. Benno Filser Verlag, Augsburg 1927 (Schweizer Kunstführer 1).
- Stiftskirche und Stift Sankt Gallen. Benno Filser Verlag, Augsburg 1930 (Schweizer Kunstführer 6).
- Die Kunst des Barocks in der Schweiz. Kunstverlag Lucien Mazenod, Genf 1949.
- Müstair – Münster. Schnell & Steiner. München 1954 (Kleine Kunstführer 601).
- Die Pfarrkirche Bernhardzell. Schnell & Steiner, München 1956 (Kleine Kunstführer 644).
- Santa Maria Calanca. Schnell & Steiner, München 1958 (Kleine Kunstführer 681).
- Sankt Justus in Flums. Schnell & Steiner, München 1958 (Kleine Kunstführer 680).
- Vielfalt der Urschweiz. Neu hrsg. und mit einem Beitr. von Hans Stadler-Planzer. Huber, Frauenfeld 2000. ISBN 978-3-7193-1180-3.

## Ehrung
- 1962: Innerschweizer Kulturpreis